# Achias rothschildi
Achias rothschildi är en tvåvingeart som beskrevs av Austen 1910. Achias rothschildi ingår i släktet Achias och familjen bredmunsflugor. Inga underarter finns listade i Catalogue of Life.